# Синхариб
Синхариб или Санхариб, (сир. ܣܢܚܪܝܒ),(ум.500) согласно Житию Мар Бехнама, ассирийский царь Ниневии в IV веке н. э., отец Святых Бехнама и Сары. Так же, как и Юлиан Отступник в Римской империи, Синхариб испытывал неприязнь к христианству и пытался убедить своего сына Бехнама отречься от него. Даже будучи изначально под сильным влиянием персидского зороастризма, он впоследствии стал христианином.

## Внешние ссылки
- The Assyrian Prince Mor Behnam
- St. Behanan, his sister Sara and 40 Sahadas